# Hippocampus bargibanti
Hippocampus bargibanti är en fiskart som beskrevs av Gilbert Percy Whitley 1970. Den ingår i släktet sjöhästar och familjen kantnålsfiskar. IUCN kategoriserar arten globalt som otillräckligt studerad. Inga underarter finns listade i Catalogue of Life.